# Суринамски долар
Вижте пояснителната страница за други значения на долар.
Суринамският долар (на нидерландски: Surinaamse dollar) е валутата на Суринам от 2004 г. Обикновено се съкращава със знака долар ($), или алтернативно Sr $, за да се разграничи от други валути, деноминирани в долари. Той е разделен на 100 цента.

## История
Доларът заменя суринамския гулден на 1 януари 2004 г., като един долар се равнява на 1000 гулдена. Първоначално са налични само монети, като банкнотите се забавят до средата на февруари, като се съобщава, че има проблем с принтера.
Старите монети, деноминирани в центи (т.е. 1 100 000 гулден), са обявени за еквивалентни на същата стойност в новите стотинки, като по този начин се отхвърля необходимостта от производство на нови монети. Така например стара монета от 25 цента, по-рано струваща 1⁄4 гулдена, сега струва 1⁄4 долара (еквивалентно на 250 гулдена).
Суринамците често отбелязват валутата си като SRD, за да я разграничат от щатския долар, който също се използва за котиране на цени за електронни стоки, домакински мебели, уреди и автомобили.
През януари 2011 г. суринамският долар е фиксиран на 3,25 суринамски долара за 1 щатски долар. През ноември 2015 г. това е променено на фиксиран курс от 1 щатски долар = 4 суринамски долара, а през април 2016 г. това е отново променено. Към 23 октомври 2018 г. 1 евро се равнява на 8,54 суринамски долара.

## Банкноти и монети
В обращение са монети от 1, 5, 10, 25, 100 и 250 цента. Суринамският долар заменя суринамския гулден на 1 януари 2004 г., като един долар се равнява на 1000 гулдена, което подтиква издаването на банкноти, деноминирани в новата валута. В банкнотите валутата се изразява в единствено число, както е и нидерландският вариант.